# Colònia britànica de les Seychelles
La colònia britànica de les Seychelles fou un territori britànic format per les illes Seychelles i arxipèlags dependents, que va existir de 1810 (formalment el 1814) fins a la independència el 1976.

## Història
El 17 de maig de 1794 els britànics van ocupar posicions clau a les illes però l'administració francesa va continuar i l'administrador Jean Baptiste Quéau de Quincy, encara que va renunciar a resistir als vaixells de guerra enemics, va saber negociar un estatus de capitulació que convertia als colons de les illes en subjectes neutrals a l'espera del resultat final de guerra, i es mantenia la sobirania nominal francesa. El 1797 (i fins al 1801) foren considerades per França, nominalment, com a part del departament francès d'Île de France (Maurici). La seva inclusió dins la colònia de les Índies Orientals Franceses (1803-1810) fou també purament nominal. El 17 de maig de 1810 els britànics van establir el domini de les illes i el 21 d'abril de 1811 va nomenar un comissionat britànic que va arribar al cap de poques setmanes i va substituir al darrer representant francès que seguia interinament al govern. Les illes foren formalment cedides a Gran Bretanya el 30 de maig de 1814 pel tractat de París (confirmat pel Congrés de Viena el 1815), i van passar a formar una dependència de la colònia britànica de Maurici.
Seychelles va esdevenir colònia de la corona separada de Maurici el 1903 amb un governador i un consell executiu i un legislatiu de sis membres (tres dels quals no oficials del govern). El 1924 els ingressos de la colònia van pujar a 57.211 lliures i les despeses a 49.924 lliures; la meitat dels ingressos venien de les aduanes. Les importacions foren de 112.204 lliures (1923) i les exportacions de 116.353 lliures (1923) i 154.398 (1924). Els vaixells van portar 174.147 tones de materials el 1924, principalment al port de Victòria a l'illa de Mahé. Cada quatre setmanes hi passaven els vapors de la línia de Bombai a Mombasa i cada vuit setmanes els de la línia de Mombasa a Bombai.
El 8 de novembre de 1965 algunes illes dependents de Maurici (Chagos amb Diego Garcia, Peros Banhos, Atol Salomó, Atol Egmont) i de Seychelles (Aldabra, Farquhar i Desroches) foren segregades per formar el Territori Britànic de l'Oceà Índic. El 1966 es van celebrar eleccions legislatives d'acord amb la nova constitució. Les noves eleccions de 1970 van portar el 12 de novembre de 1970 a obtenir l'autonomia regulada per una nova constitució amb un ministre responsable que fou James Manchan del partit Democràtic de Seychelles (Seychelles Democratic Party, SDP) guanyador de les eleccions. En les eleccions de 1974 Manchan va repetir victòria. L'1 d'octubre de 1975 Seychelles va adquirir plena autonomia excepte en defensa i afers exteriors, com a preparació per a la independència, que fou declarada el 28 de juny de 1976. Manchan, que exercia com a primer ministre, va ocupar la presidència deixant el càrrec de primer ministre al cap de l'oposició France-Albert René amb un govern d'unitat nacional.

## Governants de Seychelles[2]

### Comissionats subordinats al governador de Maurici
- 1810 - 1811 Jean-Baptiste Quéau de Quincy (interí)
- 1811 - 1812 Bartholomew Sullivan
- 1812 - 1815 Bibye Lasage
- 1815 - 1822 Edward Henry Madge
- 1822 - 1837 George Harrison (civil agent)
- 1837 - 1839 Arthur Wilson (civil agent)
- 1839 - 1850 Charles Augustus Mylius
- 1850 - 1852 Robert William Keate
- 1852 - 1861 George Thompson Wade
- 1861 - 1862 Eugene Dupuy (acting)
- 1862 - 1868 Swinburne Ward
- 1868 - 1874 William Hales Franklyn
- 1874 - 1879 Charles Spencer Salmon
- 1879 - 1880 Arthur Elibank Havelock
- 1880 - 1881 Francis Theophilus Blunt
- 1881 - 1882 Henry Cockburn Stewart (acting)
- 1882 - 1888 Arthur Cecil Stuart Barkly

### Administradors subordinatas a Maurici
- 1889 - 1895 Thomas Risely Griffith
- 1895 - 1899 Henry Cockburn Stewart
- 1899 - 1903 Ernest Bickham Sweet-Escott

### Governadors
- 1903 - 1904 Ernest Bickham Sweet-Escott
- 1904 - 1912 Walter Edward Davidson
- 1912 - 1918 Charles Richard Mackey O'Brien
- 1918 - 1922 Eustace Edward Twistleton-Wykeham-Fiennes
- 1922 - 1927 Sir Joseph Aloysius Byrne
- 1927 - 1928 Sir Malcolm Stevenson
- 1928 - 1934 Sir de Symons Montagu George Honey
- 1934 - 1936 Sir Gordon James Lethem
- 1936 - 1942 Arthur Francis Grimble (1 de gener de 1938, Sir Arthur Francis Grimble)
- 1942 - 1947 William Marston Logan (8 de juny de 1944, Sir William Marston Logan)
- 1947 - 1951 Sir Percy Selwyn Selwyn-Clarke
- 1951 - 1953 Frederick Crawford
- 1953 - 1958 William Addis (9 de juny de 1955, Sir William Addis)
- 1958 - 1961 John Kingsmill Thorp (13 de juny de 1959, Sir John Kingsmill Thorp)
- 1962 - 1967 Julian Edward George Asquith, Earl of Oxford and Asquith (1965-1967 també Comissionat pel Territori Britànic de l'Oceà Índic
- 1967 - 1969 Sir Hugh Selby Norman-Walker (1967-1969 també Comissionat pel Territori Britànic de l'Oceà Índic)
- 1969 - 1973 Sir Bruce Greatbatch (1969-1973 també Comissionat pel Territori Britànic de l'Oceà Índic)
- 1973 - 1975 Colin Hamilton Allen (1973-1975 també Comissionat pel Territori Britànic de l'Oceà Índic)

### Alt Comissionat
- 1975 - 1976 Colin Hamilton Allen (1975-1976 també Comissionat pel Territori Britànic de l'Oceà Índic)